# 山上武夫
山上武夫（やまがみ たけお、1917年〈大正6年〉2月8日 - 1987年〈昭和62年〉11月2日）は、日本の童謡作詞家。長野県埴科郡松代町（現・長野市松代町）出身。

## 人物
山上の実家は骨董商を営んでいた。出身地の信州松代は、上田から移封した真田松代藩の居城があった城下町で、骨董品も多く、佐久間象山をはじめ偉人を輩出し、文化度も高かった。この地に、童謡唱歌関係だけでも山上のほかに、草川信、海沼實、坂口淳、近くに中山晋平、高野辰之、浅原鏡村などが輩出したのである。山上は故郷松代の先輩草川信の活躍や海沼實の動向に触発され、詩作を志し上京する。草川宅を訪れた山上は、当時音羽ゆりかご会を創設（1933年）したばかりの海沼實と偶然の対面を果たし、以後山上は海沼と共に歩むことになる。この辺のところを山上は自伝で『同郷ということもあって、海沼先生に寄り添う形の歩みを続けた。喜びも悲しみも同一の部分が大きく、想い出も多い』というようなことを述べている。海沼實との師弟関係は終生続き、1969年（昭和44年）にはコンビの曲「うまれたきょうだい11にん」が第11回日本レコード大賞童謡賞に輝いて新境地が開拓されようとした時、2年後の1971年（昭和46年）海沼の死去の報に接したのだった。

## 経歴
- 1943年（昭和9年）旧制松代商業学校卒業後、17歳で詩作を志し、姉をたよって上京。
- 1936年（昭和11年）NHKの童謡募集で『つららの兵隊』『この道ほそ道』が入選。
- 1937年（昭和12年）20歳。『この道ほそ道』が草川信の作曲によりラジオ放送される。数日後草川宅で海沼實と出会う。
- 1938年（昭和13年）5月童謡雑誌『ゆずの木』を創刊。　同年9月「お猿のかごや」を作詞、作曲は海沼實。
- 1939年（昭和14年）「お猿のかごや」ビクターにてレコード化。
- 1945年（昭和20年）「見てござる」　山上『昭和20年秋に書いた「見てござる」は、外に広く歌われた童謡がないらしく、この年を代表する童謡とされている』
- 1945年（昭和20年）帰郷していた松代から再上京を考えたが断念。以後書店を営みながら詩作続行。
- 1969年（昭和44年）「うまれたきょうだい11にん」が第11回日本レコード大賞童謡賞受賞。作曲は海沼實。
- 1987年（昭和62年）11月2日　死去。享年70。

## 主な作品
- 「お猿のかごや」　海沼實作曲

この童謡は現代でもよく知られている。歌もさることながら、その軽妙な節回し、①『エ(ー)ッサ　エ(ー)ッサ　エッサホイ　サッサ』、②『ソレ　ヤットコ　ドッコイ　ホイサッサ』、③『ホ(ー)イ　ホイ　ホイ　ホイサッサ』が、話の比喩などに使われるからである。 狐狸庵遠藤周作などはよく使っていた。山上の原詩は、①『エッサ　ホイサ　エッサ　ホイサ』、②『ソレ　が無い』、③『ホイ　ホイ　ホイ　ホイ　ホイサッサ』であったが、海沼は、この原詩はメロディーに乗りにくく軽快さに欠ける、という理由で現在のものに改変した。歌の中の『小田原提灯』から、一般に箱根山中を想像するが、山上の回想によれば、故郷の方の赤い夕焼けを見ていたら、松代の山道で猿がかごを担ぐ詩が浮かんだので即座に書いた、ということである。
- 「見てござる」　海沼實作曲

戦後故郷松代に帰っていた山上武夫は、NHKから子どもの気持ちを明るくする童謡を作るよう依頼されていた。時は昭和20年10月で、ラジオは大雨注意報をながしていた。その時、『まぶたの裏を千曲川の濁流が荒れ狂いながら通り過ぎていく風景に変わって、のどかな田園風景が色鮮やかに展開しはじめたのである。少年時代に遊んだ千曲川畔と真田家の菩提寺・長国寺付近の情景である。秋風に揺れる稲穂。ユーモラスな姿を点在させる案山子群。その 田んぼ道に続く古寺の境内にぽつんと立っている地蔵尊・・・・。あのお地蔵様は、少年 少女達が仲良く遊ぶ姿をいつも黙って見ておられた。”見てござる”という言葉が脳裏に ぽっかりと浮かび上がってきた。そうだ、これだ！』と一瞬のヒラメキでこの童謡の詩が浮かんだという。
- 「欲しがりません 勝つまでは」　海沼實作曲
- 「あしたもお天気」　海沼實作曲
- 「ありがとう幼稚園」　佐々木すぐる作曲
- 「すすきの丘」　八洲秀章作曲、岡本敦郎歌
- 「ねんねをすれば」　山口保治作曲
- 「松代小学校校歌」　足羽章作曲
- 「お肩をタントン」　本多鉄麿作曲
- 「さいたはなちったはな」　小森昭宏作曲
- 「みどりの地球」　小森昭宏作曲
- 「うまれたきょうだい11人」海沼實作曲、第11回日本レコード大賞童謡賞

## 歌碑
- 長野市松代町田町　梅翁院の「見てござる」の歌碑
- 長野市松代町西条　法泉寺の境内に「お猿のかごや」の改変前の原詩の詩碑と楽譜付きで改変後の歌碑が二基ある。